# واسیلی تیخونوف
واسیلی تیخونوف (روسی: Василий Тихонов؛ ۱۹ نوامبر ۱۹۶۰) قایقران روئینگ اهل اتحاد جماهیر شوروی سوسیالیستی بود.
وی در مسابقات کشوری و بین‌المللی در مجموع برندهٔ ۱ مدال نقره شده‌است.